# Suriname nos Jogos Pan-Americanos de 2019
O Suriname competiu nos Jogos Pan-Americanos de 2019 em Lima de 26 de julho a 11 de agosto de 2019.
A equipe surinamesa consistiu em seis aletas(cinco homens e uma mulher) competindo em quatro esportes. O saltador triplo Miguel Van Assen desistiu da equipe por lesão. Durante a  cerimônia de abertura dos jogos, o atleta de badminton Dylan Darmohoetomo foi o porta-bandeira do país na parada das nações.

## Competidores
Abaixo está a lista de competidores (por gênero) participando dos jogos por esporte/disciplina.
| Esporte   | Homens | Mulheres | Total |
| --------- | ------ | -------- | ----- |
| Badminton | 2      | 0        | 2     |
| Ciclismo  | 1      | 0        | 1     |
| Natação   | 1      | 1        | 2     |
| Taekwondo | 1      | 0        | 1     |
| Total     | 5      | 1        | 6     |

## Badminton
Suriname qualificou uma equipe de dois atletas masculinos de badminton. Originalmente o Suriname também qualificou duas mulheres, mas recusou as vagas.
Masculino
| Atleta                        | Evento     | Primeira rodada                 | Segunda rodada                          | Oitavas-de-final                         | Quartas-de-final     | Semifinais           | Final                | Posição     |
| Atleta                        | Evento     | Adversário Resultado            | Adversário Resultado                    | Adversário Resultado                     | Adversário Resultado | Adversário Resultado | Adversário Resultado | Posição     |
| ----------------------------- | ---------- | ------------------------------- | --------------------------------------- | ---------------------------------------- | -------------------- | -------------------- | -------------------- | ----------- |
| Dylan Darmohoetomo            | Individual | León (CHI) D 0–2 (20–22, 11–21) | Não avançou                             | Não avançou                              | Não avançou          | Não avançou          | Não avançou          | Não avançou |
| Sören Opti                    | Individual | Bye                             | Baque (ECU) V 2–1 (21–17, 13–21, 21–17) | Guerrero (CUB) D 0–2 (20–22, 9–21)       | Não avançou          | Não avançou          | Não avançou          | Não avançou |
| Dylan Darmohoetomo Sören Opti | Duplas     | —                               | —                                       | Solís / Ramírez (GUA) D 0–2 (7–22, 9–21) | Não avançou          | Não avançou          | Não avançou          | Não avançou |

## Ciclismo

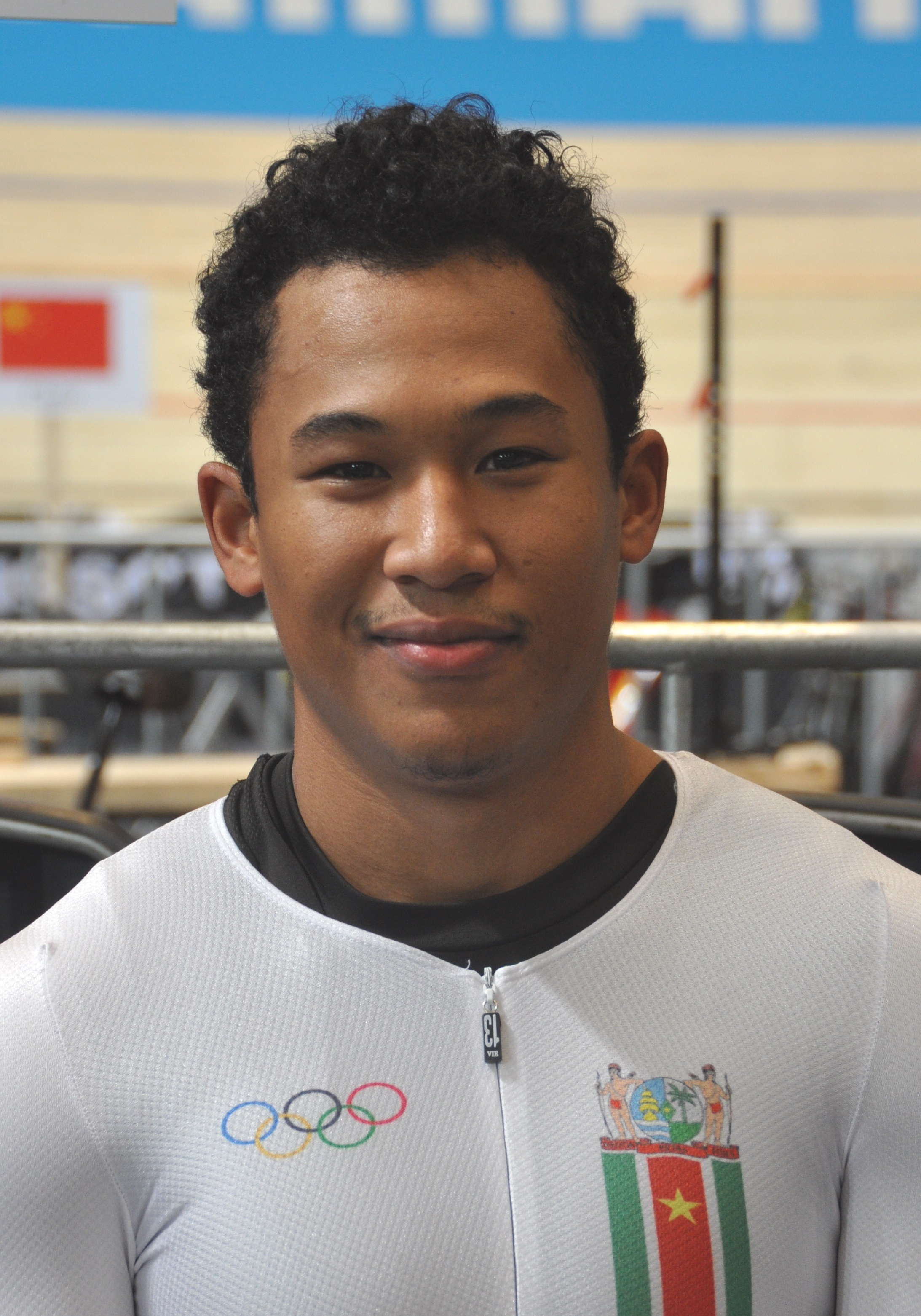
Jair Tjon En Fa competiu em dois eventos

Suriname qualificou um ciclista masculino de pista.

### Pista
Masculino
Keirin
- Nota – Posições dadas são dentro da eliminatória
- QA – Qualificado à final A

| Atleta          | Evento | Primeira rodada | Repescagem       | Final |
| Atleta          | Evento | Pos.            | Pos.             | Pos.  |
| --------------- | ------ | --------------- | ---------------- | ----- |
| Jair Tjon En Fa | Keirin | 2ª QA           | Predefinição:Bye | 5ª    |

Velocidade
| Atleta          | Evento                | Qualificação            | Qualificação | Primeira rodada                    | Repescagem                         | Quartas-de-final                   | Semifinais                         | Final (5º-8º)                      | Final (5º-8º) |
| Atleta          | Evento                | Tempo Velocidade (km/h) | Posição      | Adversário Tempo Velocidade (km/h) | Adversário Tempo Velocidade (km/h) | Adversário Tempo Velocidade (km/h) | Adversário Tempo Velocidade (km/h) | Adversário Tempo Velocidade (km/h) | Posição       |
| --------------- | --------------------- | ----------------------- | ------------ | ---------------------------------- | ---------------------------------- | ---------------------------------- | ---------------------------------- | ---------------------------------- | ------------- |
| Jair Tjon En Fa | Velocidade individual | 10.166 70.824           | 5ª Q         | Estrada (GUA) W                    | Predefinição:Bye                   | Puerta (COL) L 10.519, L 10.453    | —                                  | 2ª                                 | 6ª            |

## Natação

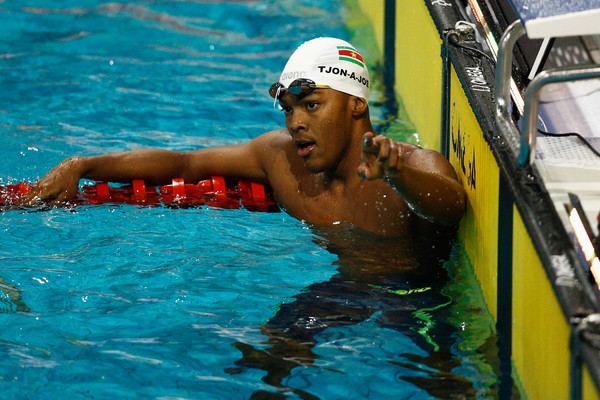
Renzo Tjon-A-Joe competiu em dois eventos

Suriname qualificou um nadador masculino e recebeu uma vaga de universalidade para uma nadadora.
Chave
- Nota – Posições são dadas para a fase inteira
- QA – Qualificado à final A

| Atleta           | Evento                | Eliminatória | Eliminatória | Final       | Final       |
| Atleta           | Evento                | Tempo        | Pos.         | Tempo       | Pos.        |
| ---------------- | --------------------- | ------------ | ------------ | ----------- | ----------- |
| Renzo Tjon-A-Joe | 50 m livre masculino  | 22.24        | 5ª QA        | 22.58       | 8ª          |
| Renzo Tjon-A-Joe | 100 m livre masculino | 57.61        | =8ª          | Não avançou | Não avançou |
| Evita Leter      | 100 m peito feminino  | 1:18.44      | 20ª          | Não avançou | Não avançou |

- Tjon-A-Joe não disputou o desempate da prova dos 100 m livre masculino, portanto não qualificou para a respectiva final.

## Taekwondo
Suriname qualificou um atleta masculino ao Taekwondo.
Kyorugi
Masculino
| Atleta        | Evento | Oitavas-de-final     | Quartas-de-final     | Semifinais           | Repescagem           | Final / BM           | Posiçào     |
| Atleta        | Evento | Adversário Resultado | Adversário Resultado | Adversário Resultado | Adversário Resultado | Adversário Resultado | Posiçào     |
| ------------- | ------ | -------------------- | -------------------- | -------------------- | -------------------- | -------------------- | ----------- |
| Tosh Van Dijk | -68 kg | Morales (CHI) L DSQ  | Não avançou          | Não avançou          | Não avançou          | Não avançou          | Não avançou |